# Danny Lee (színművész)
Danny Lee Sau-Yin (hagyományos kínai: 李修賢)) (Sanghaj, 1952. augusztus 6.) hongkongi filmszínész, producer, forgatókönyvíró, rendező. Legismertebb szerepeiben jellemzően hongkongi rendőröket alakít (Law With Two Phases, A bérgyilkos, The Untold Story).

## Korai évek
Danny Lee nem teljesített túl jól tanulmányai során, időnként fel is hagyott a tanulással, hogy munkájával családját segítse. Mindig is rendőr szeretett volna lenni, ezért a középiskola elvégzése után jelentkezett a rendőrakadémiára, de nem tudta elvégezni azt. Egyes források szerint asztma és fizikai hátrányok akadályozták ebben.

## Karrier
1970-ben belépett a TVB színésziskolájába, ahol számos rendező figyelmét sikerült felhívnia magára. Chang Cheh ott választotta ki őt 1972-es Water Margin című filmének egyik szerepére. Főszereplőként a River of Fury című filmben debütált, majd 1973 után, Bruce Lee halálát követően, amikor számos hongkongi színész alakította Lee-t a hongkongi filmekben, Danny Lee az 1976-os Bruce Lee and I főszereplője lett.
Később belefáradt a kungfu filmekbe, létrehozta saját filmtársaságát. 1982-ben rendezte első filmjét Funny Boys címmel, melyet 1984-ben a díjnyertes Gung buk (Law With Two Phases) követett. Eme film egyes jeleneteit John Woo is felhasználta Szebb holnap (1986) című filmjében. 1987-ben feltűnt Chow Yun-fat mellett a City on Fire, 1989-ben a A bérgyilkos című filmekben. A stúdió ekkor már nem akarta, hogy Lee ismét rendőrt alakítson, de John Woo és Chow Yun-fat is ragaszkodott hozzá. Ez utóbbi nemzetközi sikerű film lett, onnantól Danny Lee mindig is rendőrként jutott a nyugati közönség eszébe. 1994-ben az Organized Crime and Triad Bureau című filmben, melynek producere is volt Lee, ismét rendőrszerepet kapott. 1987-ben létrehozta második filmstúdióját, a Magnumot, melynek filmjeit az erőszakosság III. kategóriájába sorolták. A későbbi években színészként már kevesebbet volt látható, ő és stúdiója inkább a háttérmunkálatokban vállal szerepet.

## Díjak, jelölések
1985-ben Hong Kong Film- és Golden Horse-díjakat nyert a Gung buk (Law With Two Phases) című film legjobb férfi főszereplőjeként. Ugyanezen film rendezéséért jelölték Hong Kong Film-díjra, illetve további két jelölést más filmjeiért.